# 地方競馬スーパースプリントシリーズ
地方競馬スーパースプリントシリーズ（ちほうけいばスーパースプリントシリーズ）は、地方競馬で施行される短距離競走を全国単位でシリーズ化したものである。古馬短距離競走整備の一環として、2011年に新設された。略称は英語表記（Super Sprint Series）の頭文字より「SSS」、シリーズ全体のキャッチコピーは「ワンターンに駆ける」。

## 概説
従来、地方競馬では古馬の主要な競走が長距離に偏っており、短距離競走は2歳戦や下級条件戦に限られていた。このため、古馬のオープンクラスでは本来短距離適性があるにもかかわらず、使えるレースがないためやむなく長距離戦を使う状況が各地で常態化していた。近年ではJBCスプリントを筆頭に各地で短距離のダートグレード競走が整備されるなど改善がみられるが、本シリーズの創設で短距離競走のさらなる充実を図ることを目的としている。
本シリーズでは当該競馬場における最短施行距離を基準に重賞・特別競走を編成し、各地で予選競走となる「トライアル」を実施。優勝馬（南関東のみ2着馬も含む）に決勝（ファイナル）への優先出走権を付与し、南関東地区で施行されるファイナル競走で総合優勝馬を決定する。なお、一部地区ではトライアル戦の出走馬を決定するために予備予選競走を行う場合もある。予備予選競走は一部の地区で独自に設定され、シリーズには含めていない。フルゲート14頭で争われるファイナルの出走枠は南関東地区所属馬、他地区所属馬とも7頭ずつである（2017年時点）。
最短施行距離が1000メートルの中央競馬と異なり、小回りコースを使用することが多い地方競馬の短距離競走では1000メートル未満の距離も設定されているため、一部では1000メートル未満の競走を「超短距離戦」と呼ぶ場合もある。レース名については2010年から2011年にかけて九州で行われた「九州スーパースプリントシリーズ」のレース名を参考に、地方独特の表現を用いたものを使用することとなっている。
2023年をもってシリーズ終了となった。

## 実施競走
以下の施行条件は2023年のものによる。出走資格はサラブレッド系3歳以上（川崎を除く）、走路はすべてダート。
| 競走名                         | 格付け     | 対象地区   | 競馬場     | 距離       | 優先出走権 付与枠 | 備考 |
| トライアル                     | トライアル | トライアル | トライアル | トライアル | トライアル        | トライアル |
| ------------------------------ | ---------- | ---------- | ---------- | ---------- | ----------------- | --- |
| グランシャリオ 門別スプリント  | H2         | 北海道     | 門別       | 1000m      | 1頭               | 2014年までは特別競走として施行。 2015年までは東北地区も対象。 2019年まではH3。 |
| 早池峰 スーパースプリント      | M2         | 東北       | 水沢       | 850m       | 1頭               | 2016年より対象競走に追加（「早池峰賞」から改称・距離短縮）。 2020年までは盛岡競馬場で施行。 |
| 川崎スパーキングスプリント     | SIII       | 南関東     | 川崎       | 900m       | 2頭               | 2011年 - 2016年、2021年は上位2頭に優先出走権を付与。 2020年までは特別競走、2021年からSIIIに昇格。 2021年より3歳馬の出走は不可となった（同年より若潮スプリントの1着馬にも優先出走権を付与）。                |
| 日本海スプリント               | 重賞       | 東海・北陸 | 金沢       | 900m       | 1頭               | 2018年新設 |
| 園田FCスプリント               | 重賞II     | 近畿・四国 | 園田       | 820m       | 1頭               | 2012年から2018年まで九州地区も対象（九州むしゃんよかスプリントの廃止 - 佐賀がばいダッシュの新設までの間）。 2012年までは中国地区も対象（福山競馬場の廃止により消滅）。 2024年から再び九州地区が対象に入る。 |
| 佐賀がばいダッシュ             | 重賞       | 九州       | 佐賀       | 900m       | 1頭               | 2019年新設 2023年のSSS終了と共に廃止。実質後継競走として佐賀がばいスプリントが創設。 |
| ファイナル                     |            |            |            |            |                   | |
| 習志野 きらっとスプリント      | SI         | -          | 船橋       | 1000m      | -                 | SSS廃止に伴い2024年から再びSIIとして施行される。 |
| 過去に実施されていたトライアル |            |            |            |            |                   | |
| 九州むしゃんよか スプリント    | 重賞       | 九州       | 荒尾       | 950m       | 1頭               | 2011年のみ実施。 荒尾競馬場の廃止に伴い競走廃止。 |
| 名古屋でら馬 スプリント        | SPI        | 東海・北陸 | 名古屋     | 800m       | 1頭               | 2017年をもって開催休止。 |

トライアルへのトライアル競走
- スパーキングスプリントチャレンジ（川崎競馬場） - 1着馬から3着馬までに川崎スパーキングスプリントへの優先出走権[6]。
- スーパースプリント賞（金沢競馬場）- 1着馬に日本海スプリントへの優先出走権。

廃止
- ムーンライトオープン（名古屋競馬場） - 名古屋でら馬スプリントのトライアル競走として実施[7]
- 福山「ぶちはやぁ」スプリント（福山競馬場） - 1着馬に園田FCスプリントへの優先出走権[8]

## 歴代優勝馬
詳細は各競走記事を参照。
川崎のトライアル（川崎スパーキングスプリント）については、2016年以前については、優先出走権付与対象となる2着馬も記す。

### 2011年 - 2015年
| 年     | トライアル                         | トライアル                                                         | トライアル                     | トライアル                        | トライアル                         | ファイナル                         |
| 年     | 門別                               | 川崎                                                               | 名古屋                         | 園田                              | 九州                               | 習志野                             |
| ------ | ---------------------------------- | ------------------------------------------------------------------ | ------------------------------ | --------------------------------- | ---------------------------------- | ---------------------------------- |
| 2011年 | 6月30日 パフォーマンス（北海道）   | 6月14日 1.コアレスピューマ（船橋） 2.バトルファイター（船橋）      | 6月24日 ラブミーチャン（笠松） | 6月23日 ミナミノヒリュウ（兵庫）  | 6月17日 ペプチドジャスパー（荒尾） | 7月21日 ラブミーチャン（笠松）     |
| 2012年 | 7月3日 アグネスポライト（北海道）  | 6月12日 1.トーセンクロス（浦和） 2.バロズハート（大井）            | 6月22日 ラブミーチャン（笠松） | 6月21日 エイシンマロニエ（兵庫）  | -                                  | 7月20日 ラブミーチャン（笠松）     |
| 2013年 | 6月25日 アウヤンテプイ（北海道）   | 6月11日 1.スターボード（船橋） 1.アイディンパワー（船橋） （同着） | 6月21日 ラブミーチャン（笠松） | 6月20日 エプソムアーロン（高知）  | -                                  | 7月15日 ラブミーチャン（笠松）     |
| 2014年 | 6月26日 アウヤンテプイ（北海道）   | 6月12日 1.ユーリカ（船橋） 2.ショコラヴェリーヌ（大井）            | 6月27日 ワールドエンド（愛知） | 6月19日 エスワンプリンス（佐賀）  | -                                  | 7月21日 ナイキマドリード（船橋）   |
| 2015年 | 6月25日 ポアゾンブラック（北海道） | 6月11日 1.カベルネフラン（船橋） 2.キョウエイロブスト（川崎）      | 6月26日 ワールドエンド（愛知） | 6月18日 サクラシャイニー （高知） | -                                  | 7月20日 ルックスザットキル（大井） |

### 2016年 - 2017年
| 年     | トライアル                           | トライアル                        | トライアル                                                      | トライアル                     | トライアル                        | ファイナル                         |
| 年     | 門別                                 | 早池峰                            | 川崎                                                            | 名古屋                         | 園田                              | 習志野                             |
| ------ | ------------------------------------ | --------------------------------- | --------------------------------------------------------------- | ------------------------------ | --------------------------------- | ---------------------------------- |
| 2016年 | 6月23日 ケイアイユニコーン（北海道） | 6月5日 サカジロヴィグラス（岩手） | 6月16日 1.フラットライナーズ（船橋） 2.リコーシルエット（川崎） | 6月21日 ハナノパレード（愛知） | 6月30日 ランドクイーン （兵庫）   | 7月20日 フラットライナーズ（船橋） |
| 2017年 | 6月21日 タイセイバンデット（北海道） | 6月4日 エーシンシャラク（岩手）   | 6月15日 フラットライナーズ（船橋）                              | 6月20日 ハイジャ（笠松）       | 6月29日 マルトクスパート （兵庫） | 7月25日 スアデラ（船橋）           |

### 2018年 - 2023年
| 年     | トライアル                        | トライアル                         | トライアル                         | トライアル                         | トライアル                                                 | トライアル                       | ファイナル                         |
| 年     | 門別                              | 早池峰                             | 川崎                               | 日本海                             | 園田                                                       | 佐賀                             | 習志野                             |
| ------ | --------------------------------- | ---------------------------------- | ---------------------------------- | ---------------------------------- | ---------------------------------------------------------- | -------------------------------- | ---------------------------------- |
| 2018年 | 7月5日 カツゲキライデン(北海道)   | 6月3日 ナムラバイオレット （岩手） | 6月12日 ラディヴィナ（川崎）       | 7月1日 ジッテ（金沢）              | 6月21日 カイロス（高知） エイシンテキサス（佐賀） （同着） | -                                | 7月25日 アピア（大井）             |
| 2019年 | 7月4日 メイショウアイアン(北海道) | 6月2日 サインズストーム （岩手）   | 6月13日 ラディヴィナ（川崎）       | 7月9日 エイシンテキサス（愛知）    | 6月20日 タガノカピート(兵庫)                               | 6月23日 エイシンビリケン（佐賀） | 7月17日 ノブワイルド（浦和）       |
| 2020年 | 7月2日 アザワク(北海道)           | 5月24日 コンサートドーレ（岩手）   | 6月9日 ポッドギル（大井）          | 7月7日 フェリシアルチア（金沢）    | 6月25日 エイシンエンジョイ（兵庫）                         | 6月21日 ドラゴンゲート（佐賀）   | 7月22日 ノブワイルド（浦和）       |
| 2021年 | 6月29日 アザワク(北海道)          | 6月6日 キラットダイヤ（岩手）      | 6月15日 カプリフレイバー（船橋）   | 6月29日 ニュータウンガール（愛知） | 6月24日 ダノングッド（高知）                               | 6月6日 ドラゴンゲート（佐賀）    | 7月21日 コパノフィーリング（船橋） |
| 2022年 | 7月5日 アザワク(北海道)           | 6月5日 キラットダイヤ（岩手）      | 6月14日 コパノフィーリング（船橋） | 6月28日 ナムラムツゴロー（愛知）   | 6月23日 ダノングッド（高知）                               | 6月5日 ロトヴィグラス（佐賀）    | 7月26日 ギシギシ（大井）           |
| 2023年 | 7月4日 スペシャルエックス(北海道) | 6月4日 キラットダイヤ（岩手）      | 6月13日 キモンルビー（船橋）       | 6月18日 オヌシナニモノ（金沢）     | 6月22日 メイプルシスター（園田）                           | 6月11日 スーパースナッズ（佐賀） | 7月25日 キモンルビー（船橋）       |